# NGC 5592
NGC 5592 este o emission-line galaxy⁠(d) situată în constelația Hidra. A fost descoperită în 5 mai 1793 de către William Herschel. Se află la o distanță de 63,1 de megaparseci de Pământ.